# Sullivan Center

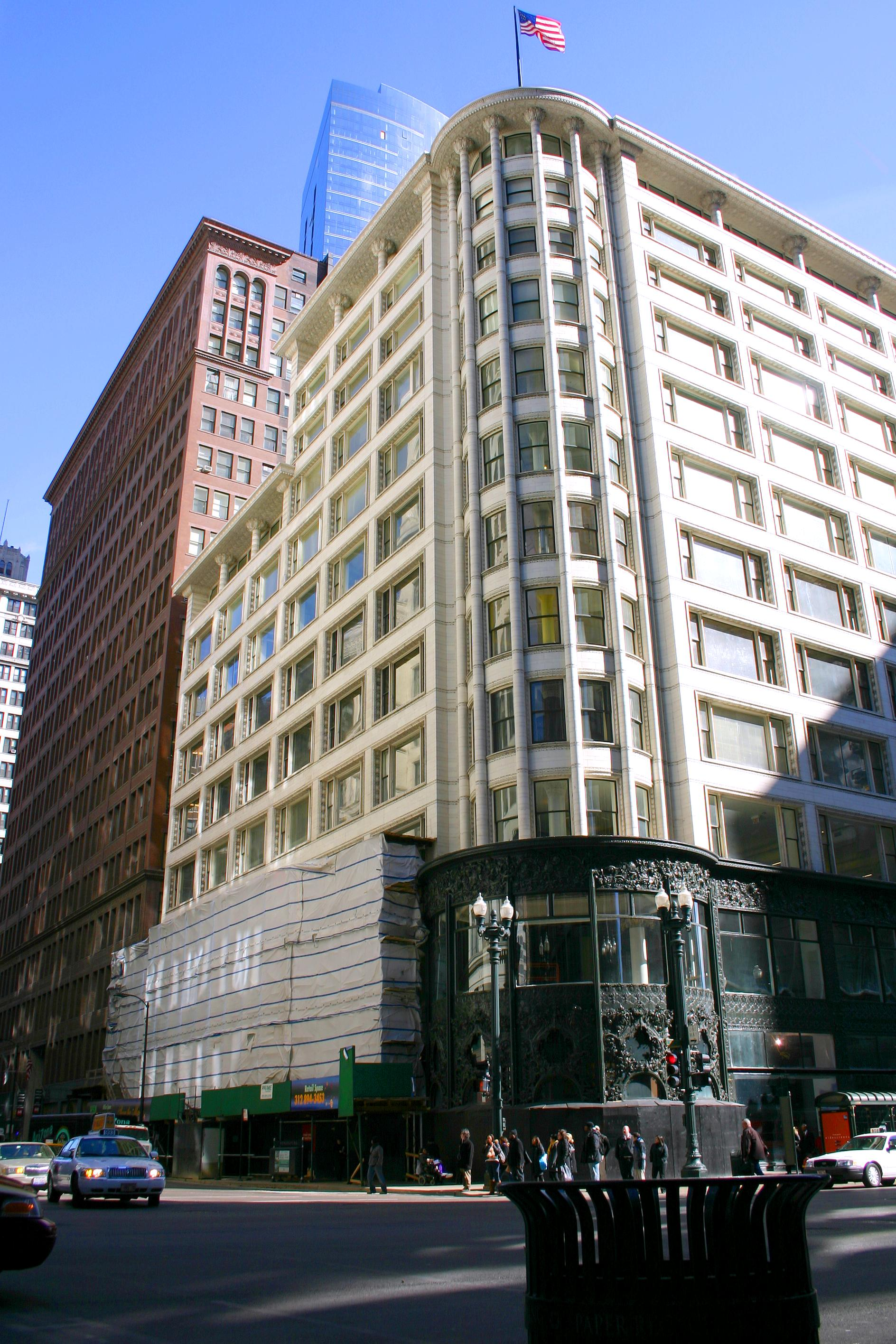
Renovierungsarbeiten im März 2010

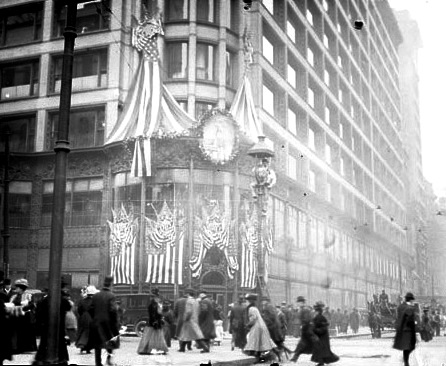
Sullivan Building während der Feierlichkeiten zu Abraham Lincolns 100. Geburtstag.

Sullivan Center, auch: Carson Pirie Scott Building, The Carson, Pirie, Scott and Company Building oder Carson, Pirie, Scott and Company Store, ist ein 63,12 m hohes, zwölfgeschossiges Hochhaus in Chicago. Es ist ein Bau der Schule von Chicago. Das Gebäude ist ein Eckhaus. Es befindet sich in der 1-33 South State Street Ecke East Madison Street in Chicago, Illinois.  Das Sullivan Center ist eine Chicagoer Sehenswürdigkeit und ist seit dem 15. Mai 1975 als eine National Historic Landmark. Im November 1998 wurde das Sullivan Center als Contributing Property Teil des Loop Retail Historic District.

## Geschichte
Das Gebäude entstand als Folge des großen Feuers von 1871. Louis Sullivan entwarf den Bau für das Kaufhaus Schlesinger & Mayer, die Firma expandierte und verkaufte 1904 an Carson Pirie Scott. 1906 kam Burnham und 1961 Holabird & Roche hinzu. Das Bauwerk befindet sich im Loop Retail Historic District. Es wurde von 1899 bis 2007 von Einzelhändlern genutzt.
Im August 2006 kündigte die Muttergesellschaft von Carson Pirie Scott, Bon-Tonne Stores Inc., die Schließung des im Gebäude befindlichen Kaufhauses nach der Weihnachtssaison 2006 an. Nach dem Räumungsverkauf wurde das Carson’s im Februar 2007 geschlossen. Das 56.000 m² große Gebäude wurde in Sullivan Center umbenannt.
Der Erneuerungsetat beträgt einem Bericht aus dem Jahr 2001 zufolge etwa 68,9 Millionen Dollar.

## Architektur
Ein Kennzeichen der Chicagoer Schule ist die klare Linie. Louis Sullivan baute in diesem Stil. Zu Sullivans charakteristischem Architekturmerkmal gehört die Gliederung eines Hochhauses in drei Bereiche analog einer klassischen Säule bestehend aus: Basis, Schaft und Kapitell. Die Basis seines Bauwerks bildet das Erdgeschoss mit den Läden inklusive der Erschließung des Schaftes, den Büroetagen. Das Kapitell enthält die Räume für die Haustechnik.
Das Gebäude wurde von Sullivan in zwei Etappen erbaut: von 1898 bis 1899 und von 1902 bis 1904. Das Bauwerk besteht aus einer Eisen- und Stahlkonstruktion.
Die Gebäudekante der Straßenecke hat er säulenmäßig abgerundet und in das Parterre als Basis den Haupteingang positioniert, den ein gewaltiges bronzeüberzogenes gusseisernes Jugendstil-Dekor schmückt, das sich seitlich über Parterre und erste Etage fortzieht und auf diese Weise den Basis-Charakter erkennen lässt. Die Ausschmückung der Fassaden des ersten und zweiten Stocks mit Schmiedearbeiten ist ein weiteres Kennzeichen des Architekten Sullivan. Die Ecksäule hat eine vertikale Ausrichtung, die Seiten eine horizontale.
Die Stahlbaustruktur der Skelettbauweise ermöglichte mehr Fenster, die buchtbreit angelegt wurden. Die Innenräume erhielten mehr Tageslicht und die Fenster zum Fußgängerbereich konnten zur Auslage von Waren benutzt werden. So entstanden die Bürgersteigschaukästen. Zwischen den Fenstern befanden sich Terrakotta-Bänder als Dekorationselemente. Ursprünglich war als Material weißer Georgia-Marmor geplant. Die verwendeten Materialien waren im Wesentlichen feuerbeständig und unterstrichen die Monumentalität. Auf dem Dach befand sich ein Wasserturm für die Sprinkleranlage.
Bei der Gestaltung der dekorativen Elemente ließ sich Sullivan von der keltischen Metallverarbeitung inspirieren. Die Dekorationselemente auf den Untergeschossen des Gebäudes nutzen die natürliche Beleuchtung und die Schatten, um einen schwebenden Eindruck zu erwecken. Das Dachgeschoss wurde vertieft, um einer schmalen Loggia Platz zu verschaffen. Das Gesims ragt über die Gebäudefassade.

## Film- und Literaturauftritt
1900 ist das Kaufhaus Ort der Handlung in der Novelle von Theodore Dreiser: Sister Carrie, wo ihr Freund Kleidungsstücke für sie einkauft.
Das Carson Pirie Scott Building kommt 1988 in dem Horrorfilm Chucky – Die Mörderpuppe
vor. Es ist der Platz, an dem Andy Barclays Mutter arbeitet und wo Karen Barclay die Mörderpuppe von einem Obdachlosen kauft.

## Restaurierung
Im Februar 2006 war die erste Phase einer mehrjährigen Wiederherstellung der oberen Fassade abgeschlossen. Außer der Reinigung wurden das Gesims und die Stützspalten im 12. Stock erneuert.
2008, 2009 und 2010 erfolgten weitere Renovierungsmaßnahmen, welche die Fassade und ehernen Ornamente betrafen.